# 惠頓 (阿肯色州)
惠頓（英語：Whitton）是位於美國阿肯色州密西西比縣的一個非建制地區。該地的面積和人口皆未知。

## 地理
惠頓的座標為35°30′41″N 90°16′06″W / 35.51139°N 90.26833°W，而該地的平均海拔高度為70米（即230英尺）。